# 아비가일 (아마사의 모친)
아비가일(אביגיל Avigayil)는 히브리 성경의 인물로 압살롬 군대의 사령관이었던 아마사의 모친이었다(삼상 17:25).
사무엘하 17장 25절은 아비가일을 스루야의 누이로 언급하며 따라서 요압의 이모로 묘사한다. 역대기(대상 2:13~16)에는 아비가일과 스루야가 다윗의 누이로 언급되어 있다. 사무엘하 17:25의 마소라 본문에서는 아비가일을 나하스의 딸이라고 부른다. 제시의 아내가 처음으로 나하스와 결혼했을 가능성이 있지만(그리고 아비가일은 다윗의 이복 누이였음), 학자들은 두 구절 뒤에 나오는 이름을 근거로 나하스가 철자상의 오류라고 생각한다.
중세 평론가 라시(Rashi)에 따르면 나하스(Nahash)는 이새(Jesse)를 의미한다. 그는 죄를 짓지 않았기 때문에 아담이 뱀에게 죄를 지었기 때문에 죽었을 뿐이다. 그래서 뱀이라는 뜻의 나하스라고 불렸다.
역대기에서는 아마사의 아버지가 이스마엘 사람 예델이지만, 사무엘서에서는 아마사의 아버지가 이스라엘 사람 이드라이다. 학자들은 후자의 경우가 더 가능성이 높다고 생각한다.
존 레벤슨(Jon Levenson)과 바루크 할페른(Baruch Halpern)은 아마사의 어머니인 아비가일이 실제로 다윗의 아내가 된 동일한 아비가일일 수 있다고 이야기한다. 그러나 리처드 M. 데이비슨(Richard M. Davidson)은 “구약 정경의 최종 형태에 기초하여 성경 기록에서 아비가일에 대한 언급은 서로 다른 두 사람을 가리킨다”고 지적한다.